# منتخب إيران لكرة الصالات
منتخب إيران الوطني لكرة القدم داخل الصالات (بالفارسية: تیم ملی فوتسال ایران) هو ممثل إيران الرسمي في المنافسات الدولية في كرة الصالات .